# Palpimanus argentinus
Palpimanus argentinus là một loài nhện trong họ Palpimanidae. Loài này được phát hiện ở Argentinië.